# Dvorský úřad
Dvorské úřady (případně dvorní, královské úřady nebo úřady královského dvora, německy Hofämter) byly orgány správy středověkého a raněnovověkého státu, později byly pouze čestnými úřady. Z některých se vydělily zemské úřady a mnohé byly dědičné (Erbämter).

## Historie a klasifikace
Dvorské úřady původně zabezpečovaly hospodářství a chod domácnosti a dvora panovníka. Panovník je obsazoval příslušníky své družiny nebo šlechtických rodů. Později byly také na dvorech manželek panovníků (např. u královny vdovy Alžběty Rejčky), případně také u bohaté a vlivné aristokracie. Jejich nositelé byli panovníkovými rádci a důvěrníky. Mnohé z těchto úřadů existovaly už na dvoře franských panovníků. V Českém knížectví existovaly od 11. století, ve 12. století se připomínali maršálek (něm. Marschall), komorník (něm. Kämmerer), stolník (něm. Truchsess, Drost) a číšník (něm. Mundschenk, Schenk). Z některých úřadů se v období vrcholného feudalismu vydělily zemské úřady, na které neměl panovník zásadní vliv (v Českém království pouze do Obnoveného zřízení zemského vydaného v roce 1627), které byly zodpovědné stavovské obci a měly celozemský charakter. Na rozdíl od zemských úřadů nebyly ty dvorské tak vlivné, přesto byly prestižní a mohly se stát předstupněm šlechtické kariéry. 
Dvorské úřady na panovnickém dvoře zastřešovaly především tyto oblasti:
- řízení a chod dvora (např. hofmistr)
- cestování, obrana a lov (např. štolba, mečník (ensifer), lovčí, sokolník)
- zásobování kuchyně a vinných sklepů, vaření a obsluha u stolu (např. stolník, čísník, kráječ, kuchmistr)
- ošacení, cennosti, sbírky (např. komorník, komoří nad stříbry)
- duchovní záležitosti (např. kaplan)

V korunních zemích habsburské monarchie měly dvorské úřady od 16. století pouze čestný charakter, praktickými se stávaly jenom při korunovaci nebo při slavnostním vystupování panovnického dvora. Některé úřady se staly dědičnými v jednotlivých významných šlechtických rodech (páni z Lipé, z Dubé, Vartenberkové), úřad zastával většinou nejstarší člen nebo hlava rodiny.

## Centrální úřady Habsburské monarchie
V 16. století Ferdinand I. Habsburský (1526–1564) zřídil několik centrálních úřadů pro celou Habsburskou monarchii, které měly v názvu dvorský (německy Hof-). Mezi ně patřila dvorská komora (Hofkammer) pro věci finanční, dvorská rada vojenská (Hofkriegsrat) pro věci válečné, k nim se řadila ještě tajná rada (Geheimer Rat) jako poradní orgán bez vyhraněných kompetencí.

## Nejvyšší dvorské úřady Českého království
Po konečném usazení panovníků z habsburské a habsbursko-lotrinské dynastie ve Vídni se dvorské úřady proměnily v pouhé formální hodnosti. Prakticky se vykonávaly pouze při obřadu královských korunovací v Praze (v letech 1611, 1616, 1617, 1619, 1646, 1656, 1723, 1743, 1791, 1792 a 1836).
- Hrabě královské kaple (latinsky comes regiae capellae Bohemiae) – arcibiskup olomoucký. Hodnost udělil Karel IV. 1. března 1365 tehdejšímu biskupovi Janovi ze Středy.[2] Českou královskou kaplí se rozumí kaple Všech svatých na Pražském hradě.[3]
- Ustavičný kaplan – opat emauzský
- Nejvyšší almužník – od roku 1791 opat strahovský
- Nejvyšší hofmistr (německy Oberst-Hofmeister, latinsky summus magister curiae) – správce královského dvora, od roku 1538 byl dvorský hofmistr předsedou tajné rady (Geheimer Rat), od 19. dubna 1743 dědičně v rodě knížat a hrabat Kinských z Vchynic a Tetova, držitelů Chlumce nad Cidlinou, fakticky úřad zastávalo už několik generací Kinských od dob Radslava staršího († 1619).[4]
- Nejvyšší maršálek (comes stabuli, marescalcus, mareschallus, agaso, agazo, štolba, podkoní) – původně nejvyšší dozorce královských koníren a náčelník jízdy
- Nejvyšší stolník (nejvyšší truksas, něm. Oberst-Truchsess a také Seneschall, lat. summus dapifer) – měl dozor nad kuchyní, od 14. století do roku 1663 byl dědičně v rodě Zajíců z Hazmburka, od roku 1723 dědičně v rodě hrabat a knížat Colloredů (tehdy Jeroným IV. z Colloredo-Waldsee),[5] posléze knížat z Colloredo-Mannsfeldů.
- Nejvyšší číšník (něm. Oberst-Mundschenk, lat. summus pincerna) – původně podával panovníkovi při hostině číši, dozíral nad sklepy a vinicemi dvora. Od roku 1337 byl dědičný v rodě Vartemberků, od 16. listopadu 1627 Slavatů z Chlumu a Košumberka, vladařů domu hradeckého a konečně po jejich vymření dědičně potvrzen od 25. dubna 1716 v rodě hrabat Czerninů z Chudenic.[6]
- Nejvyšší kráječ (něm. Oberst-Vorschneider) – po vymření Sezimů z Ústí v rukou Waldsteinů,[6] od 25. dubna 1716 dědičně.
- Nejvyšší kuchmistr (něm. Obrist-Kuchelmeister nebo nověji Oberst-Küchenmeister) od 26. července 1723, respektive 1725 dědičně v rodě hrabat Wratislavů z Mitrowicz.[6]
- Nejvyšší komorník (komoří, něm. Oberstkämmerer, lat. camerarius) – původně spravoval knížecí šaty, skvosty a hotové peníze.
- Nejvyšší pokladník (nejvyšší šacmistr,[7] něm. Oberst-Schatzmeister) – úřad ustanoven až před korunovací Karla VI. na českého krále v roce 1723,[8][7] úřad tehdy zastával Jan Josef z Vrtby.[6][7] Vrtbové vymřeli v roce 1830, od roku 1834 byl úřad dědičně v rukou knížat z Lobkowicz, vévodů roudnických.
- Nejvyšší komoří nad stříbry (nejvyšší stříbrník,[9] něm. Silberkämmerer) – měl na starosti evidenci stříbrného nádobí a také jeho časté inventury, od roku 1743 dědičně v rodě hrabat z Uhlfeldu,[10] od roku 1796 byl dědičně v rodě starohrabat ze Salm-Reifferscheidtu.
- Korouhevník stavu panského (něm. Panier des Herrenstandes) – původně nosil panovníkovu korouhev, v Českém království úřad ustanoven až před korunovací Karla VI. v roce 1723,[8][7] dědičný úřad získal tehdy Rudolf Josef Kořenský z Terešova († po 1739),[11][7] od 3. dubna 1798 byl dědičně v rodě hrabat Chorinských z Ledské.
- Korouhevník stavu rytířského (něm. Panier des Ritterstandes) – úřad ustanoven až před korunovací Karla VI. na českého krále v roce 1723,[8][7] úřad tehdy držel Václav Arnošt Markvart z Hrádku,[6][7] od roku 1791 v rodě rytířů Vořikovských z Kunratic.
- Nejvyšší dveřník (strážce vrat, něm. Türhüter) – v roce 1723 byl dědičný úřad v rukou Václava Zikmunda Karla ze Svárova,[5] od 6. května 1743 dědičně v rodě svobodných pánů Mladotů ze Solopisk
- Nejvyšší poštmistr (německy Oberhofpostmeister) – od 10. dubna 1628 dědičně v rodě knížat a hrabat z Paaru
- Nejvyšší lovčí (něm. Oberst-Jägermeister, lat. summus venator) – ochránce lesa a zvěře, úřad nebyl obsazen dědičně.
- Nejvyšší mincmistr (německy Oberstmünzmeister, latinsky summus magister monetae) – dozíral na horní podnikání, správu horních měst a na mincovnu v Kutné Hoře. Logicky se měl řadit mezi zemské úřady, ale dohoda mezi stavy a panovníkem Vladislavem II. Jagellonským (1471–1516) z roku 1497 tomu tak neučinila.

### Obsazení úřadů v roce 1723
V roce 1723 při korunovaci Karla VI. (panoval v letech 1711–1740) byly dvorské úřady obsazeny následovně:
(1) nejvyššího (královského) hofmistra Františka Ferdinanda Kinského z Vchynic a Tetova, který byl nejvyšším kancléřem, zastupoval v katedrále císařský (vídeňský) dvorský hofmistr Jan Leopold z Trautsonu (1659–1724) a při hostině ve Vladislavském sále nejvyšší zemský hofmistr Antonín Jan z Nostitz-Rienecku (1652–1736), (2) nejvyššího číšníka Františka Josefa Czernina z Chudenic, který byl nejvyšším dvorským sudím, zastupoval Děpolt Czernin z Chudenic, (3) nepřítomného nejvyššího stolníka Jeronýma IV. z Colloredo-Waldsee zastupoval Štěpán Vilém Kinský, (4) nejvyšší mincmistr František z Pöttingu, (5) nejvyššího kráječe Jana Josefa z Waldsteinu, který byl nejvyšším zemským maršálkem, zastupoval Jan Antonín z Waldsteinu, (6) nejvyšší kuchmistr Václav Ignác Wratislav z Mitrowicz, (7) nejvyšší strážce dveří Václav Zikmund ze Svárova, (8) nejvyššího pokladníka Jana Josefa z Vrtby, který byl nejvyšším purkrabím, zastupoval jeho bratr František Václav z Vrtby, (9) nejvyšší korouhevník za panský stav Rudolf Josef Kořenský z Terešova, (10) nejvyššího korouhevníka za rytířský stav Václava Arnošta z Hrádku, který vystupoval jako zástupce nemocného nejvyššího písaře Václava Kryštofa Hložka ze Žampachu, zastupoval jeho syn František Václav Markvart z Hrádku, (11) neexistujícího českého stříbrníka nahradil nejvyšší císařský stříbrník Bedřich Vavřinec Cavriani.

### Obsazení dědičných úřadů v roce 1791
V roce 1791 při korunovaci Leopolda II. (panoval v letech 1790–1792) byly dědičné úřady obsazeny následovně: (1) dědičným pokladníkem byl hrabě František Josef z Vrtby, (2) dědičným hofmistrem hrabě František Ferdinand Kinský z Vchynic a Tetova, (3) dědičným kuchmistrem hrabě Vincenc Ignác Vratislav z Mitrovic, (4) dědičným stolníkem kníže František Gundakar z Colloredo-Mannsfeldu, (5) dědičným číšníkem hrabě Jan Rudolf Czernin z Chudenic, (6) dědičným kráječem hrabě Vincenc z Waldstein-Wartenbergu, (7) dědičným korouhevníkem panského stavu hrabě Emanuel Kořenský z Terešova, (8) dědičný korouhevník rytířského stavu nebyl obsazen (vacant), stejně tak (9) dědičný komoří nad stříbry, (10) dědičným dveřníkem byl svobodný pán František Mladota ze Solopoisk a (11) dědičným zemským hofmistrem (sic!) kníže Jan Václav Paar.
Na počátku 19. století po zániku Svaté říše římské existovaly v Čechách čtyři velké dědičné úřady – (1) nejvyšší maršálek, (2) nejvyšší stolník, (3) nejvyšší číšník a (4) nejvyšší hofmistr, dále několik menších úřadů – (5) kuchmistr, (6) kráječ, (7) komorník nad stříbry, (8) dveřník, (9) korouhevník a (10) pokladník.

### Obsazení dědičných úřadů v roce 1836
V roce 1836 při poslední korunovaci na českého krále (Ferdinand I. Dobrotivý, panoval v letech 1835–1848) bylo dědičných dvorských úřadů deset. Úřad (1) nejvyššího dědičného hofmistra zastával hrabě Oktavián Josef Kinský, (2) nejvyššího dědičného truchsase kníže Rudolf Josef z Colloredo-Mannsfeldu, (3) nejvyššího dědičného číšníka hrabě Evžen Czernin z Chudenic, (4) nejvyššího dědičného kráječe hrabě Kristián Vincenc z Waldstein-Wartenbergu, (5) nejvyšší dědičný mistr kuchyně hrabě Josef Adam Wratislav z Mitrowicz, (6) nejvyšší dědičný pokladník kníže Ferdinand z Lobkowicz, (7) nejvyšší dědičný komorník nad stříbry starohrabě František ze Salm-Reifferscheidtu, (8) dědičný korouhevník stavu panského hrabě Gustav Chorinský z Ledské, (9) dědičný korouhevník stavu rytířského rytíř Adam Voříkovský z Kundratic a (10) dědičný strážce vrat svobodný pán Adam Mladota ze Solopisk.

## Nejvyšší dvorské úřady Moravského markrabství
Od roku 1537 drželi úřad dědičného komorníka královského dvora (Erbkammeramt von Mähren) Žerotínové.

## Nejvyšší dvorské úřady na rakouském císařském dvoře v 19. století
Ke čtyřem nejvyšším dvorských úřadům (oberste Hofämter) vnitřního dvořanstva na císařském dvoře ve Vídni patřili a vlastní štáby měli:
- 1. nejvyšší hofmistr (Obersthofmeister) – pod něj příslušela dvorní kaple a dvorní duchovenstvo, dvorní lékaři, dvorní železniční ředitel, dvorní telegrafní úřad, intendance dvorních divadel, komorní umělci, zámecká hejtmanství, rakouský, uherský a český herold, dvorní účtárna, dvorní knihovna, dvorní přírodovědecké sbírky a dvorní zoologická zahrada.
- 2. nejvyšší komoří (Oberstkämmerer) – pod něj příslušela správa domácího pokladu, umělecko-historické sbírky, sbírky mincí.
- 3. nejvyšší dvorský maršálek (Obersthofmarschall) – jemu příslušel soudní senát ve věcech soudnictví členů císařské rodiny.
- 4. nejvyšší štolba (podkoní, Oberststallmeister) – jemu byly podřízeny stáje, jízdárny, dvorní hřebčince a pážata.

Každý štáb měl svou kancelář, kterou tvořili konceptní, techničtí, účetní a kancelářští úředníci. Dále dvorní služby (Hofdienste):
- 5. nejvyšší kuchmistr (Oberstküchenmeister)
- 6. nejvyšší komoří nad stříbrem (Oberstsilberkämmerer)
- 7. nejvyšší lovčí (Obersthof- und Landjägermeister)
- 8. nejvyšší obřadník (Oberzeremonienmeister)

A tělesná stráž:
- 9. arcierní stráž (k. k. erste Arcièrenleibgarde)[pozn. 2]
- 10. uherská tělesná stráž (königlich ungarische Leibgarde)
- 11. trabanti (k. u. k. Trabantenleibgarde)[pozn. 3]
- 12. jízdní skadrona (k. u. k. Leibgardereitereskadron)
- 13. pěší setnina (k. u. k. Leibgardeinfanteriekompanie)

Dvorských slavností se účastnili také tajní radové, komoří a palácové dámy, kteří se také počítali mezi členy vnitřní družiny. K vnějšímu dvořanstvu se řadila pážata (panošové), stolníci a další služebníci. V blízkosti panovníka byla také vojenská kancelář a kabinetní kancelář.

### Císařovna
K družině (hofštátu) císařovny patřil nejvyšší hofmistr, nejvyšší hofmistryně, dvorní dámy, sekretariát a komora (služebnictvo).

## Rakouské země
Dědičné zemské úřady (Landes-Erbämter nebo Erblandämter) mohli na počátku 19. století po zániku Svaté říše římské (1806) zastávat výhradně katolíci. Obsazovali je většinou příslušníci vyšší šlechty. Úřad při velkých slavnostech, korunovacích a skládání holdu vykonával nejstarší člen rodu, kterému byl úřad propůjčen.

### Dolní Rakousy
Na počátku 19. století existovalo v Dolních Rakousích sedmnáct dědičných úřadů: (1) nejvyšší dědičný zemský hofmistr, (2) komorník, (3) maršálek, (4) štolba, (5) číšník, (6) stolník, (7) lovčí, (8) komoří nad stříbry, (9) kuchmistr, (10) dveřník, (11) ceremoniář (Stäbelmeister), (12) kráječ, (13) sokolník (Falkenmeister), (14) korouhevník, (15) mincmistr, (16) sudí a štítonoš (Kampfrichter und Schildträger) a (17) poštmistr, k nim se ještě řadil (18) nejvyšší dědičný zemský a dvorní kaplan.

### Horní Rakousy
Na počátku 19. století existovalo v Horních Rakousích dvanáct dědičných úřadů:
(1) nejvyšší dědičný zemský maršálek, (2) štolba, (3) stolník, (4) komoří nad stříbry, (5) kuchmistr, (6) korouhevník (Panier und Fähnrich), (7) mincmistr, (8) sudí a štítonoš (Kampfrichter und Schildträger), (9) kráječ, (10) ceremoniář (Stabelmeister), (11) poštmistr a (12) dveřník.

### Štýrsko
Na počátku 19. století existovalo ve Štýrsku dvanáct dědičných úřadů.
Dědičným dvorním kaplanem byl od roku 1415 (1761) opat kláštera Rein (chybí v roce 1848).

#### Obsazení úřadů v roce 1728
V době holdování císaři Karlu VI., které se jako vůbec poslední ve Štýrském Hradci v roce 1728 konalo, bylo obsazení úřadů následující:
(1) dědičný zemský hofmistr hrabě Max Zikmund z Trauttmansdorffu, (2) dědičný zemský komorník hrabě Jan Josef z Wildensteinu, (3) dědičný zemský maršálek hrabě Maria Karel ze Saurau, (4) dědičný zemský štolba hrabě Leopold Jan Viktorín z Windisch-Graetze, (5) dědičný zemský lovčí hrabě František Josef z Dietrichsteinu, (6) dědičný zemský Stabelmeister hrabě František Josef z Urschenbeck‒Massimi, (7) dědičný zemský číšník hrabě František ze Stubenbergu, (8) dědičný zemský stolník hrabě Jan Julius z Hardeggu, (9) dědičný zemský komoří nad stříbry hrabě František Antonín z Rothalu zako zástupce indisponovaného hraběte Jana Josefa z Rothalu, (10) dědičný zemský kráječ hrabě Gandolf Vilém ze Schrattenbachu jako zástupce indisponovaného Františka Antonína ze Schrattenbachu, (11) dědičný zemský kuchmistr hrabě Jan Vilém z Wurmbrandu, (12) dědičný zemský sokolních hrabě Jan Josef ze Stainpeissu.

### Korutany
Na počátku 19. století existovalo v Korutanech devět dědičných úřadů.

### Kraňsko
Na počátku 19. století existovalo v Kraňsku dvanáct dědičných úřadů.

## Uhry
V Uhrách nebyly úřady dědičné. Zastávali je členové vysoké šlechty a císař je jmenoval doživotně. Na počátku 19. století existovaly v Uhrách tyto arcikorunní a dvorské úřady: (1) palatin, (2) judex curiae regiae (německy Reichhofsrichter), (3) bán Dalmácie, Chorvatska a Slavonie (prorex), (4) arcipokladník, (5) nejvyšší číšník, (6) stolník, (7) maršálek, (8) komorník, (9) dveřník a (10) kapitán uherské tělesné stráže. K menším úřadům patřil (11) strážce koruny.